# Chorebus densepunctatus
Chorebus densepunctatus är en stekelart som beskrevs av Burghele 1959. Chorebus densepunctatus ingår i släktet Chorebus och familjen bracksteklar. Inga underarter finns listade i Catalogue of Life.